# Картун Нетуърк Студиос
Картун Нетуърк Студиос (на английски: Cartoon Network Studios) е американско анимационно студио, собственост на филмовия и телевизионен гигант Тайм Уорнър. Компанията е дъщерна на Търнър Броудкастинг Систъм, която държи собствеността на анимационния детски канал Cartoon Network, за която продуцира всичките си анимации.

## История
Студиото започва работа на 21 октомври 1994 г., като първоначално е отдел на Хана-Барбера Картунс ООД, което се фокусира върху създаването на анимации за Картун Нетуърк: „Лабораторията на Декстър“, „Джони Браво“, „Крава и пиле“, „Аз съм невестулка“ и „Реактивните момичета“. През 1997 г. тези продукции били представени като анимации на самото студиото-майка Хана-Барбера.
През 1999 г. Картун Нетуърк Студиос се мести в собствена база в Бърбанк.
След като Уилям Хана умира студиото се слива с Уорнър Брос Анимейшънс, което е собственост на Уорнър Брос с анимационен шеф Джийн Макърди. Студиото продължава да се разраства с нови продукции като „Мрачните приключения на Били и Манди“ и „Самурай Джак“ и с още по-нови като „Време за приключения“, „Парк шоу“ и анимациите на „Бен 10“.
Днес класическите анимации на студиото се излъчват по канала-сестра на Cartoon Network, Boomerang.

## Логото
До днес Картун Нетуърк Студиос има общо 7 лога и варианти.
Първото лого има 2 варианта, които се използват от 1996 г. до 2001 г. Първият му вариант представлява второто лого на Картун Нетуърк, под което е поставен надписа „Студиос“ на бял фон, като буквите на надписа са разположени по подобие на тези от логото на канала. Вторият вариант е почти същия като първия, с разликата, че надписа е поставен в 7 допълнителни квадратчета.
Второто лого представлява второто лого на Картун Нетуърк и белия надпис „Студиос“, разположен на черен фон, вдясно от логото на канала. То се използва от 2000 г. до 2001 г.
Третото лого също има 2 варианта. Първият вариант представлява осъвременен втория вариант на първото лого, а вторият му вариант е череп и кости, като на мястото на отвора за уста е поставено второто лого на канала. Той се използва единствено при излъчване на Картун Нетуърк Студиос продукция по Adult Swim. Двата варианта се използват от 2001 г. до 2010 г.
Четвъртото лого се използва от 2010 г. до 30 август 2013 г. Представлява 4 бели квадратчета, разположени на черен фон над белия надпис „Cartoon Network Studios“, като четвъртото квадратче е запълнено с кадър от анимацията, която го промотира.
Петото лого се използва от 30 август 2013 г.. То представлява сегашното лого на Картун Нетуърк и под него белия надпис на черен фон „Студиос“.
|  |  |  |
|  |  |  |
|  |  |  |